# محمية رأس محمد

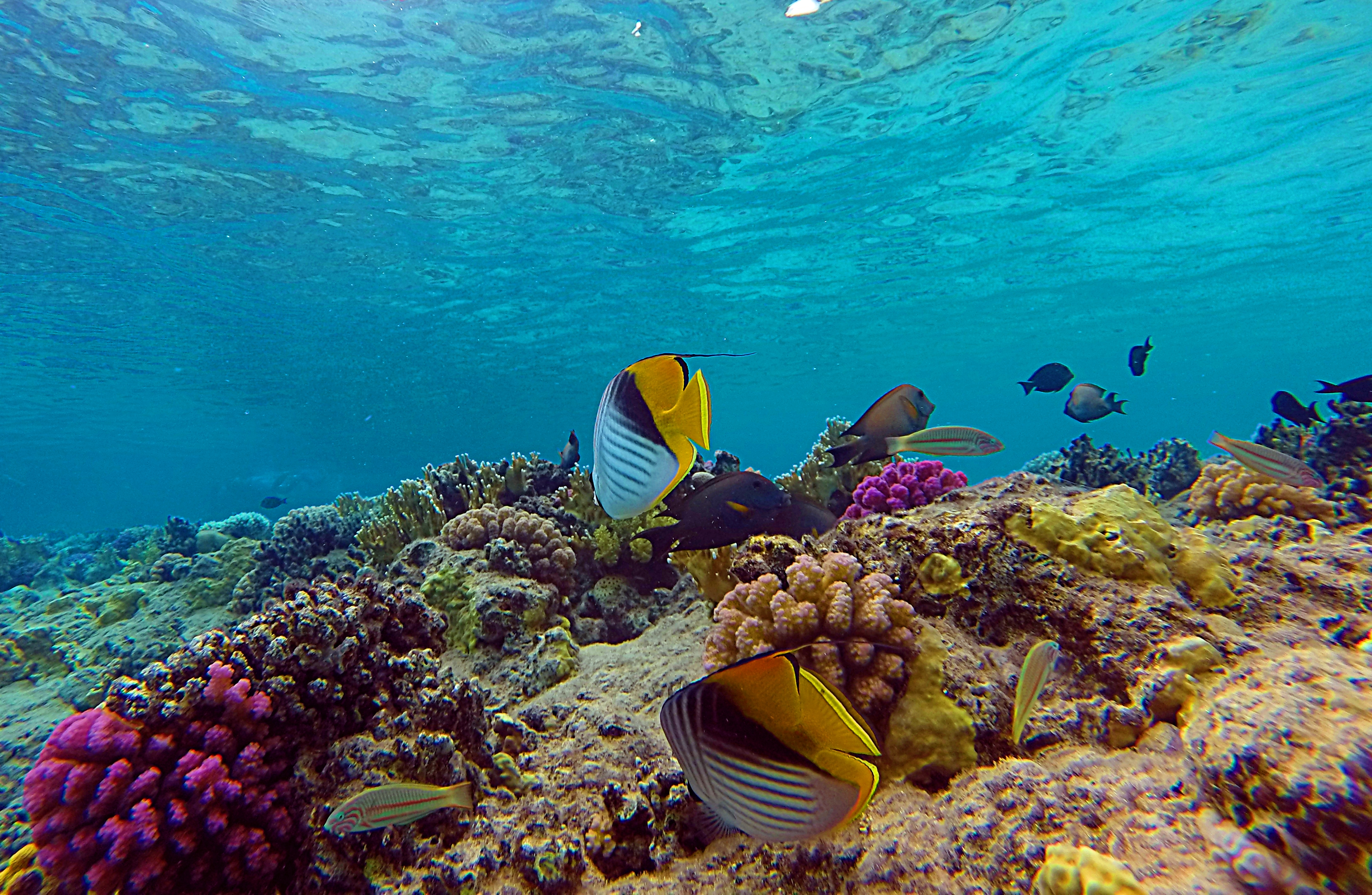

## محمية رأس محمد

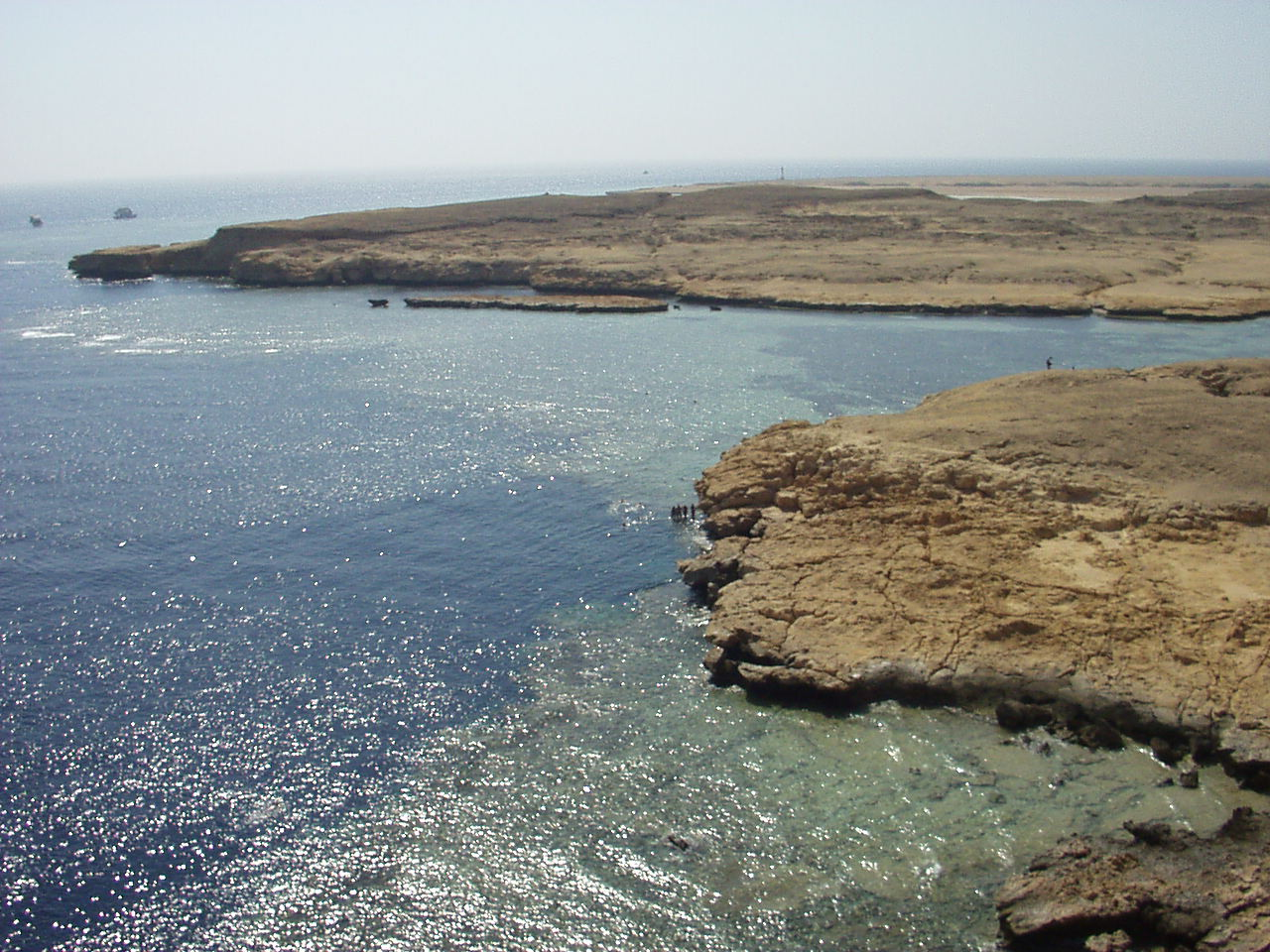
الشعب المرجانية

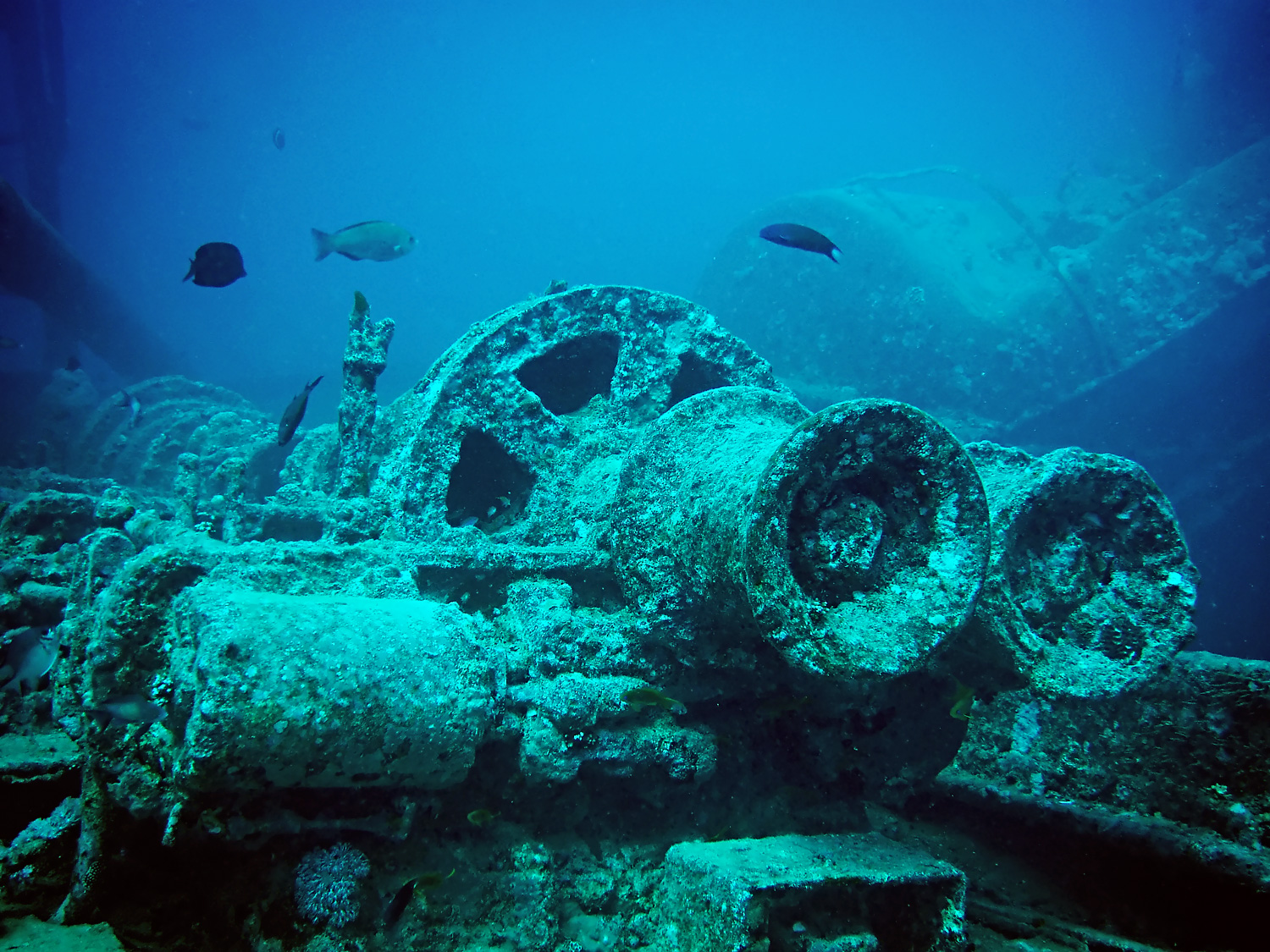
سفينة غارقة بريطانية قصتفها قاذفات ألمانية أثناء الحرب العالمية الثانية.

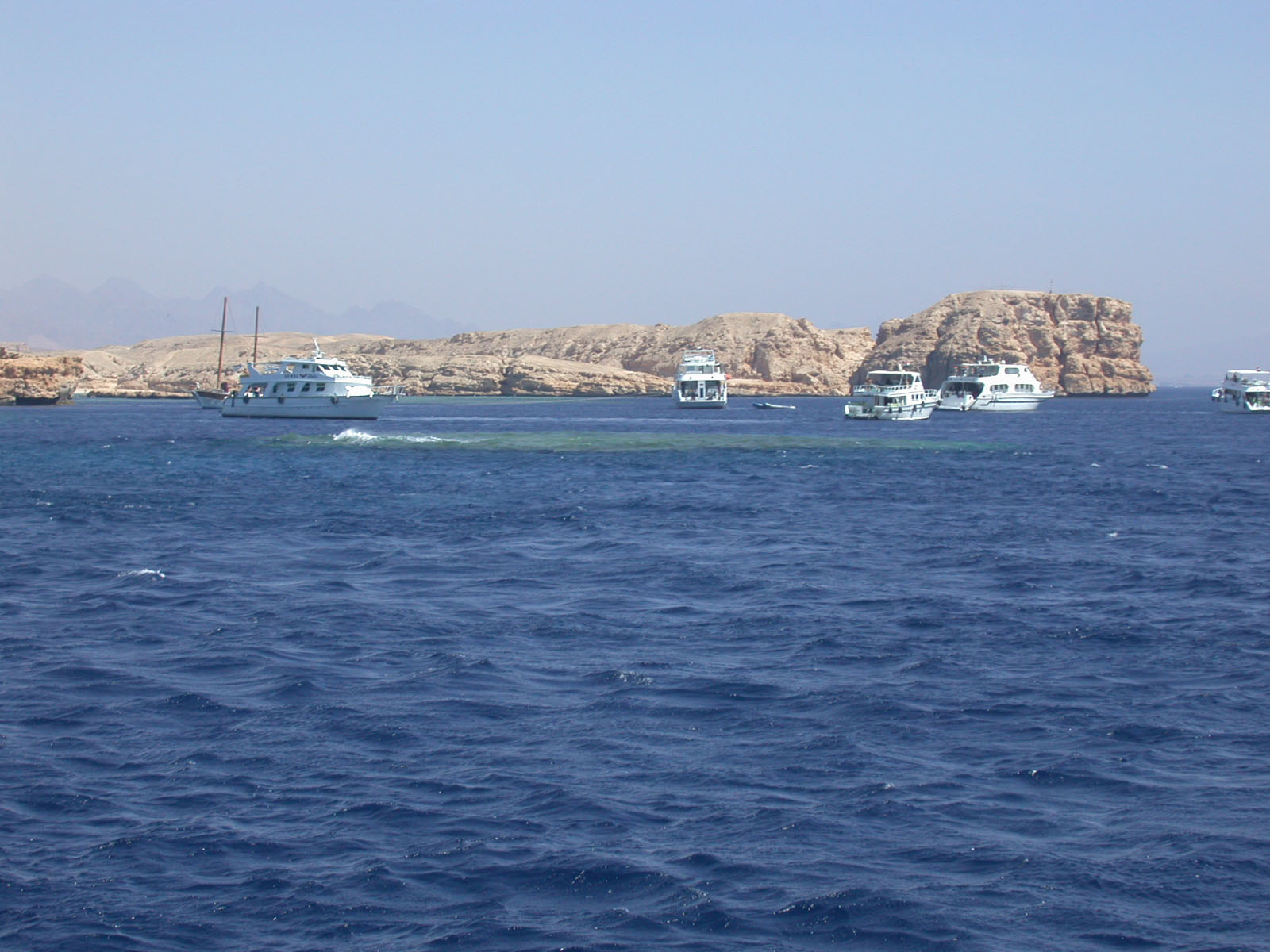
منطقة راس محمد

رأس محمد هي محمية طبيعية مصرية في جنوب سيناء تحديدا على بعد 12 كم من شرم الشيخ. يجاور خليج العقبة إلى الشرق وتجاور خليج السويس إلى الغرب. أسست محمية الطبيعية في 1983. الغوص والسباحة هي انشطه شعبية في رأس محمد.
تقع هذه المحمية عند التقاء خليج السويس وخليج العقبة، وتمثل الحافة الشرقية لمحمية رأس محمد حائطاً صخرياً مع مياه الخليج الذي توجد به الشعاب المرجانية، كما توجد قناة المانجروف التي تفصل بين شبه جزيرة رأس محمد وجزيرة البعيرة بطول حوالي 250 م. وتتميز منطقة رأس محمد بالشواطئ المرجانية الموجودة في أعماق المحيط المائى لرأس محمد والأسماك الملونة والسلاحف البحرية المهددة بالانقراض والأحياء المائية النادرة، وتحيط الشعاب المرجانية برأس محمد من كافه جوانبها البحرية كما تشكل تكوينا فريدا حيث أن هذا التكوين له الأثر الكبير في تشكيل الحياة الطبيعية بالمنطقة كما تشكل الانهيارات الأرضية «الزلازل» تكوين الكهوف المائية أسفل الجزيرة كما أن المحمية موطن للعديد من الطيور والحيوانات الهامة مثل: الوعل النوبى بالمناطق الجبلية وأنواع الثدييات الصغيرة والزواحف والحشرات والتي لا تظهر إلا بالليل، كما أن المحمية موطن للعديد من الطيورالهامة مثل البلشونات والنوارس.
وتعتبر مساحتها 480 كم. وتمتاز بطقس شديد الحرارة صيفا ومعتدل شتاء.
لماذا اعلنت راس محمد محمية طبيعية....اعلنت راس محمد محمية طبيعية لما تحتوية على عدد من الأنظمة الايدلوجية الهامة وعالية الحساسية مثل (الشعب المرجانية، وبيئة المنجروف. وبيئة الادوية الصحراوية، والبئات الساحلية وتتمثل في سهول طينية واراضى ملحية، وبيئة الحشائش البحرية وهذه المحمية من أشهر معالم سيناء).

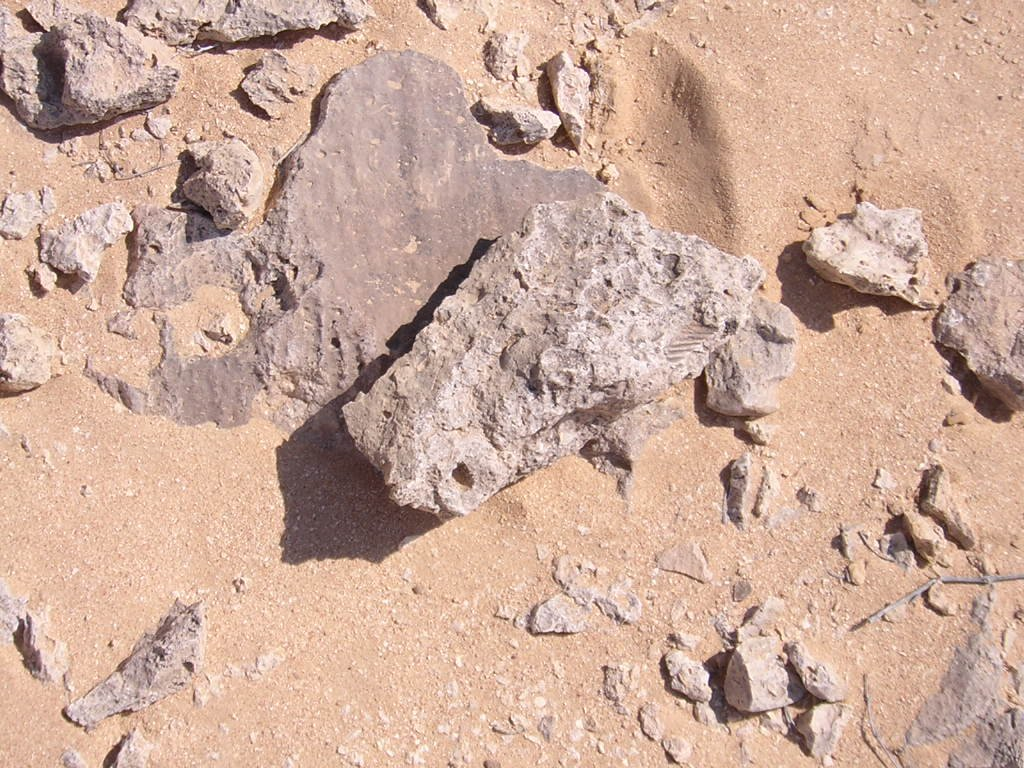
متحجرات من حقبة قديمة بالمحمية
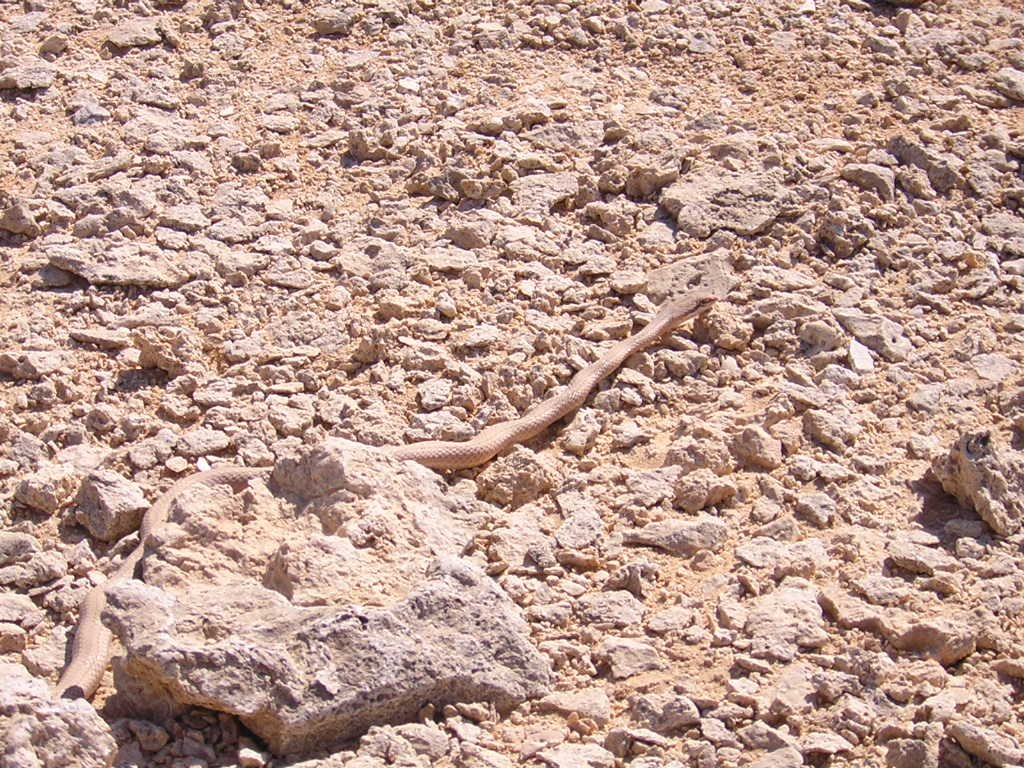
ثعبان بالمحمية
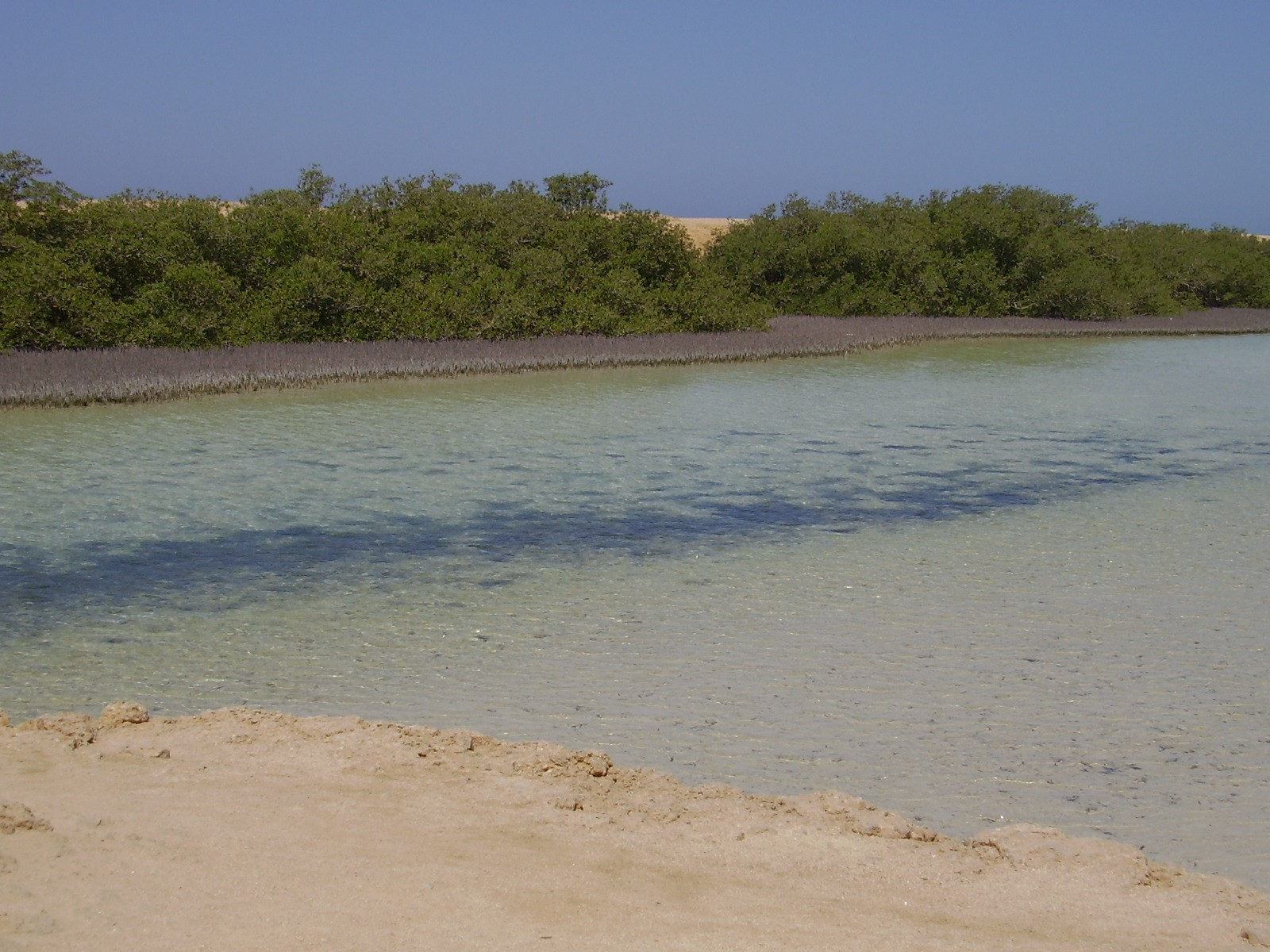
أيك ساحلي بالمحمية

## روابط خارجية
- البيئة تحقق مع سفينة الخراف النافقة بشرم الشيخ ، الدستور في 16 فبراير 2014
- بعد منع الصيد ثلاثة أشهر في جنوب سيناء أزمة الصيادين بين قرار الحظر وحماية«رأس محمد» ، الأهرام في 30 مارس 2014
- قرار حكومى بحظر الصيد في جنوب سيناء لحماية أسماك «الشعور» من الانقراض ، اليوم السابع في 28 ديسمبر 2014